# Josep Maria Vilaseca Sabater
Josep Maria Vilaseca Sabater (Calonge, província de Girona, 8 de desembre de 1905 - Barcelona, 21 de desembre de 1994) fou un metge radiòleg.
Els seus pares, ambdós naturals de Calonge, eren Jaume Vilaseca Ponjoan i Llúcia Sabater Gali. El matrimoni va tenir tres fills més: Carme (1901), Lluïsa (1902) i Martí (va néixer després d'ell i va morir de nadó).
Va cursar els primers estudis a Calonge. Quan tenia deu anys, el 1909, va morir la seva mare. Després va estudiar el batxillerat, com alumne lliure, a l'Institut de Girona (1918-1924). Ell tenia clar que volia estudiar Medicina, seguint les passes del germà de la seva àvia materna, Genís Ponjoan Roura. La carrera de Medicina la va fer a la Universitat de Barcelona (1925-1931). Per pagar-se els estudis va treballar de dependent de farmàcia, fins que el doctor Agustí Pedro Pons el va agafar per a la seva consulta privada. Es va llicenciar en medicina i cirurgia amb 10 excel·lents i 6 premis d'honor. El títol li va ser expedient a Madrid el 6 de gener de 1932.
Va ser nomenat ajudant de classes mèdiques a la càtedra de patologia Mèdica. El doctor Pedro li va confiar l'organització d'un gabinet de radiologia i un arxiu de radiografies. El 1946 va aconseguir, per oposició (i per unanimitat del tribunal), la plaça de radiolèg i cap del departament de radiologia de l'Hospital Clínic i Facultat de Medicina de Barcelona. A la facultat va ocupar la vacant del professor Cèsar Comas Llaberia. Va esdevenir la primera escola de Radiodiagnòstic a Barcelona i una de les primeres d'Espanya. L'any 1951 es va doctorar en medicina i cirurgia a la Universitat de Madrid amb la tesi Estudio radiológico de las pequeñas articulaciones en las dismorfogénesis lumbosacras.
Va publicar més d'un centenar treballs en revistes mèdiques espanyoles i estrangeres i va participar en una trentena de congressos. Era membre de la Societat Espanyola de Radiologia i Electrologia Mèdiques, (SEREM), de la qual era soci fundador. Va organitzar diversos congressos de radiologia a Espanya, l'europeu de 1967 a Barcelona i l'internacional de 1973 a Madrid.
Durant els anys 60, Vilaseca va formar part de la societat Amics de Calonge de Barcelona, la qual estava integrada per calogins residents a la capital catalana. La finalitat de l'entitat era potenciar la història calongina, les seves tradicions i col·laborar en les iniciatives turístiques. A part de Vilaseca, formaven part de l'entitat: Ferran Sabater Clarà (president) i Albert Ponjoan Sabater.
L'any 1974 va ingressar a la Reial Acadèmia de Medicina de Barcelona. L'any següent, la SEREM va organitzar a Madrid els seminaris Vilaseca Sabater. Un cop jubilat, va continuar atenent a la seva consulta privada, a Barcelona, passant els caps de setmana i vacances d'estiu a Calonge.
Des dels seus orígens, Vilaseca va presidir la junta del Patronat dels Festivals de Música de Calonge. Va deixar el càrrec l'any 1983, després de 22 al capdavant.
L'any 1978, l'Ajuntament de Calonge va acordar nomenar-lo fill predilecte de la vila en atenció a les seves qualitats personals i mèrits professionals. I posar el seu nom a un carrer, que abans es deia de l'Estacada o 5 de Febrer. L'homantge va tenir lloc el 8 de desembre, coincidint amb la data del seu naixement.
L'any 1980, la SEREM va concedir-li la medalla d'or de l'entitat en reconeixement dels seus mèrits professionals.
Vilaseca es va casar amb Anna Buscà Ribas. El matrimoni va tenir una noia, Maria Antònia, casada amb Adolf Pou. Anna Buscà va morir a Barcelona el 6 de juny de 1999, als 89 anys. Va ser enterrada l'endemà.